# Medeón (Acarnanie)
Medeón, en grec moderne : Μεδεών, est une ancienne cité d'Acarnanie, située à environ 1 km au sud-est  de Katoúna dans le dème d'Áktio-Vónitsa en Étolie-Acarnanie, Grèce-Occidentale.
Le nom de la cité fait référence à Médon fils de Pylade et d'Électre. Vers 350-300 av. J.-C.,, Medeón avait sa propre monnaie, dont des échantillons peuvent être vus aujourd'hui au musée archéologique d'Agrínio (el). 